# 四季演藝中心
四季演藝中心（英語：Four Seasons Centre for the Performing Arts），又稱四季中心（Four Seasons Centre），是一座位於加拿大安大略省多倫多的劇院，由四季酒店冠名贊助。劇院座落多倫多市中心皇后街和大學路（University Avenue）的交界處，鄰近多倫多地鐵奧斯古站，於2006年開幕，由加拿大歌劇團（Canadian Opera Company）營運，並是該劇團和加拿大國家芭蕾舞團（National Ballet of Canada）的主要表演場館。
加拿大歌劇團和國家芭蕾舞團的主場館過去位於新力中心（Sony Centre）。該場館並非為該兩種表演藝術特別設計，而在多倫多為歌劇和芭蕾舞特設表演場館的念頭亦於1980年代生起。到了該年代末期，省政府已答應撥出一塊位於卑街夾韋斯里街（Wellesley Street）的地皮用作興建劇院。劇院設計比賽由加拿大建築師沙夫迪（Moshe Safdie）脫穎而出，而項目造價則約為3億5000萬元。然而，安大略省在1990年省選後經歷政黨輪替，由李博領導的新民主黨上台執政。新任省政府認為項目造價太高，並適逢經濟開始步入衰退，因此取消對項目撥款，項目亦告取消。
省政府於2002年同意捐出一塊位於皇后街夾大學路東南方，面積達1.7英畝的地皮用作興建劇院，而加拿大歌劇團則以1億5000萬元的預算重新啓動項目。劇院由多倫多的戴亞蒙德及施密特建築師事務所（Diamond and Schmitt Architects）設計，内部仿效慕尼黑巴伐利亞國立劇院的馬蹄鐵狀平面，而演奏廳則坐於489塊橡膠隔音墊之上，以隔開來自大學地鐵線和皇后街路面電車線的噪音。

## 外部連結
- 维基共享资源上的相關多媒體資源：四季演藝中心

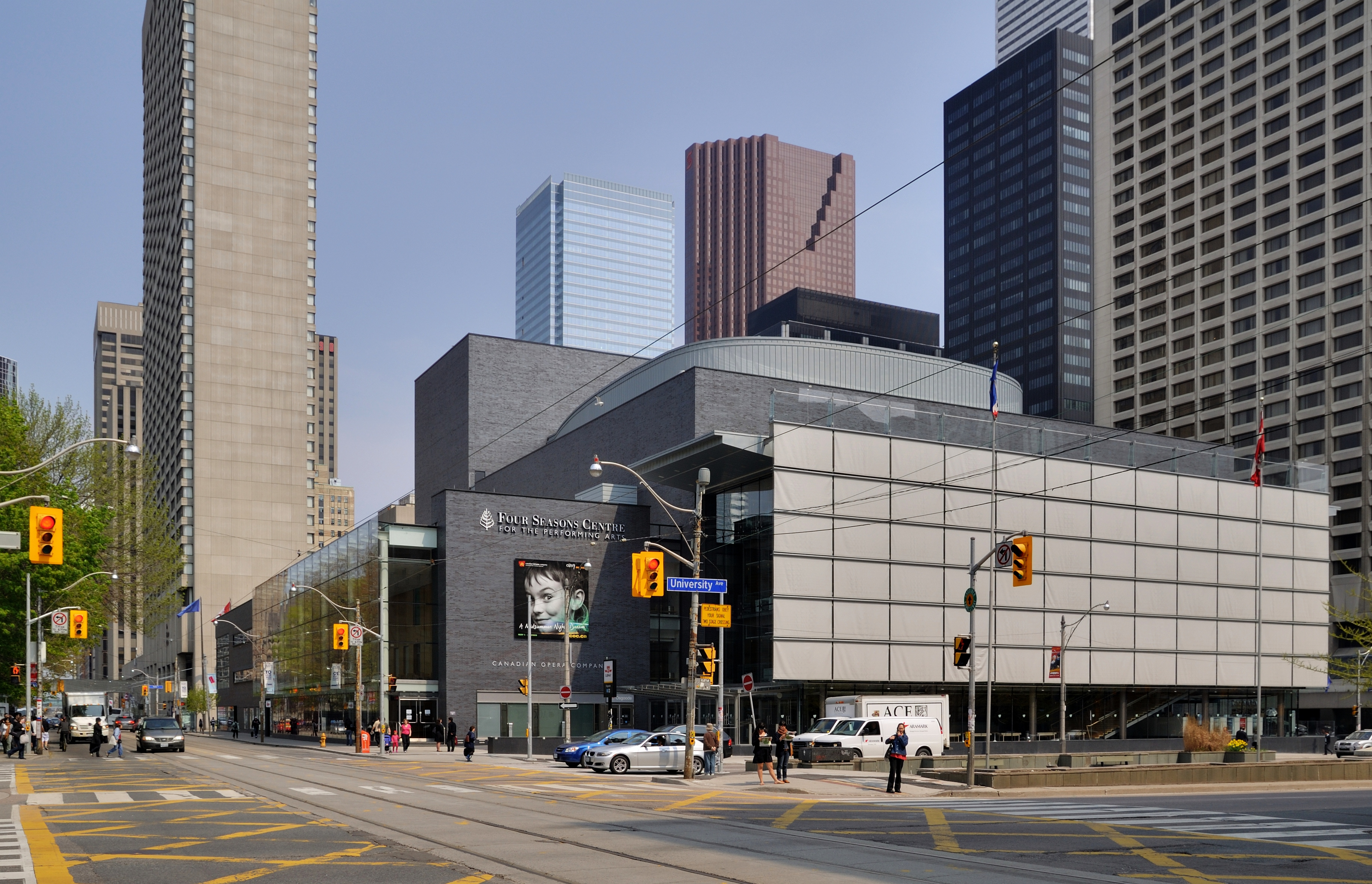
四季演藝中心外部

- （英文）Four Seasons Centre－加拿大歌劇團網站 四季演藝中心頁面